# Dieter Engelhardt
Dieter Engelhardt (né à Sandersdorf-Brehna, le 18 août 1938 et mort le 30 novembre 2018) est un footballeur est-allemand qui évoluait au poste de milieu de terrain. 
Il remporte la médaille de bronze aux Jeux olympiques de 1964.